# Heini Waser

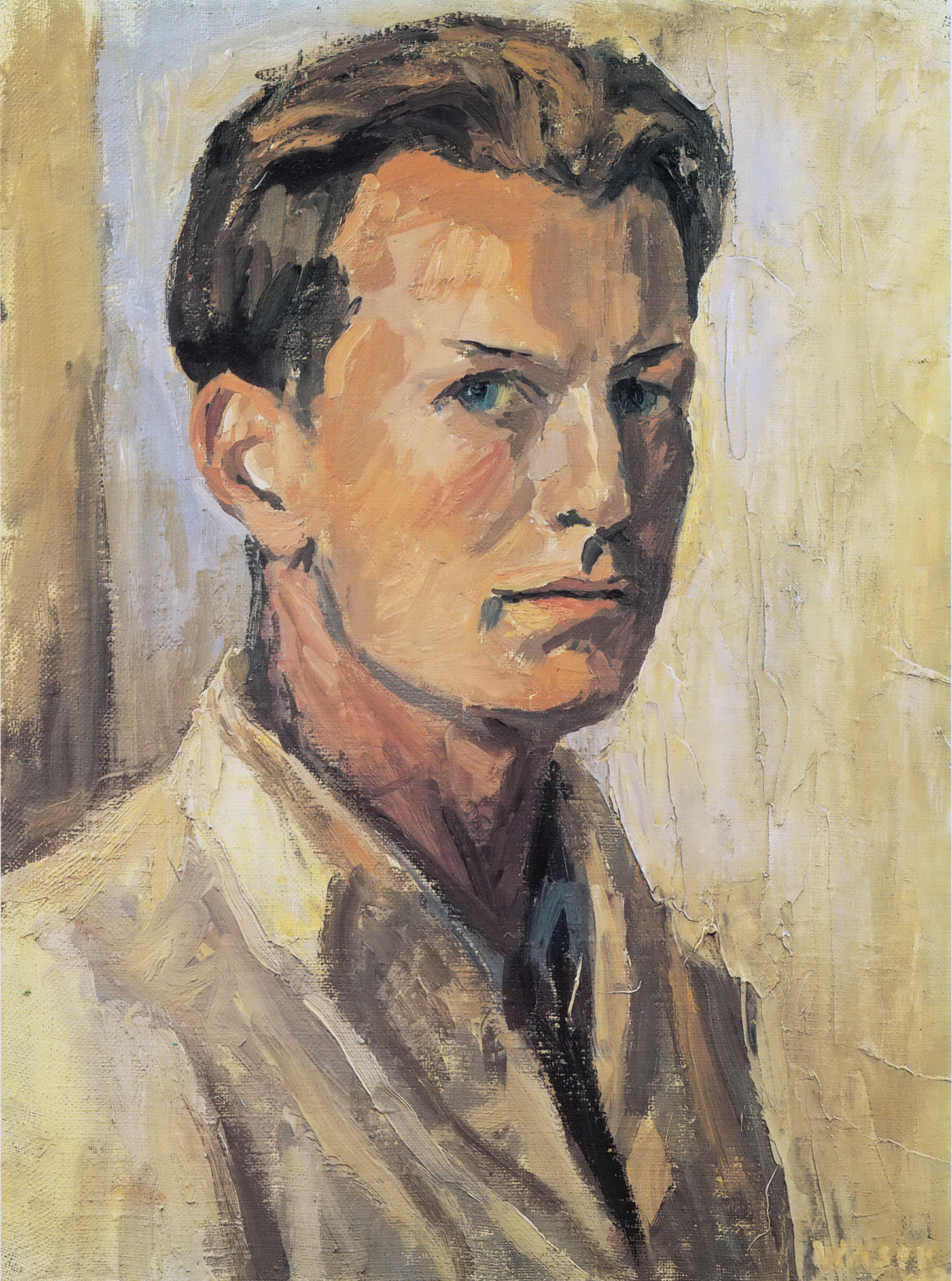
Heini Waser: Selbstporträt, 1943

Heini Waser (* 3. September 1913 in Zürich; † 13. Juni 2008 in Zollikon; bürgerlicher Name: Urs Heinrich Otto Waser) war ein Schweizer Maler, Zeichner, Lithograf und Holzschneider. Bekannt ist er hauptsächlich für seine lichterfüllten, post-impressionistischen Landschaftsbilder.

## Leben
Heini Waser war Sohn des Klassischen Archäologen Otto Waser und der Schriftstellerin Maria Waser. Unter seinen Vorfahrinnen war die Malerin Anna Waser.

### Ausbildung
Nach zwei Semestern Studium der Kunst- und Musikgeschichte an der Universität Zürich beschloss Waser auf Rat von Cuno Amiet, sich in Paris zum Maler ausbilden zu lassen. Von 1933 bis 1936 nahm er an der Académie Scandinave und der Académie Colarossi Unterricht bei Othon Friesz, Marcel Gromaire und Henry de Waroquier und setzte sich intensiv mit Meisterwerken im Louvre auseinander. Wegweisend wurden für ihn die Werke der «Drei C», wie er sie selbst bezeichnete: Chardin, Corot und Cézanne. Von 1937 bis 1939 folgten Studien in Florenz.

### Heirat und Zweiter Weltkrieg

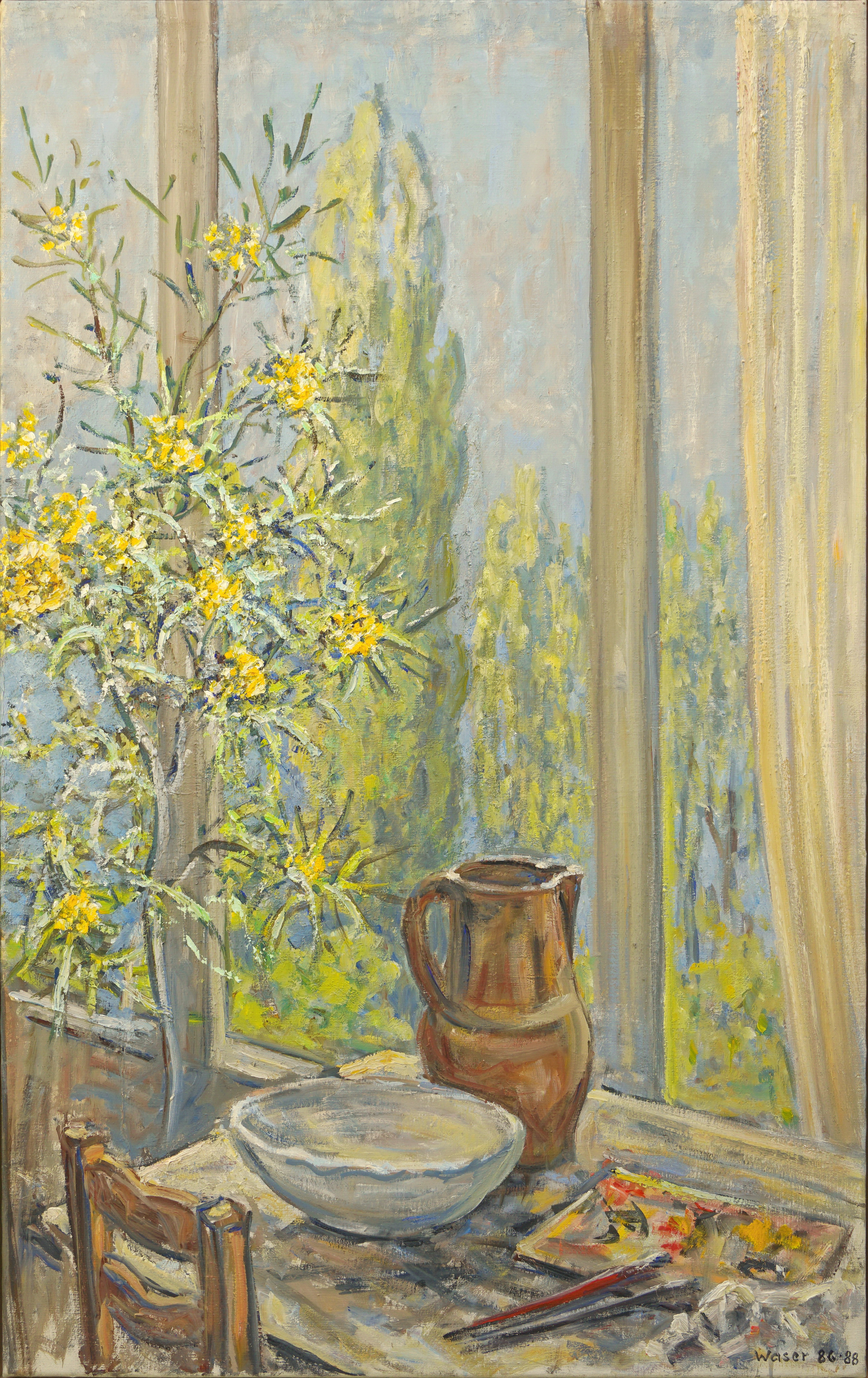
Das Mimosenbäumchen im Atelier, Zollikon 1986–1988

Ab 1937 malte Waser im eigenen Atelier in Zollikon, wo er aufgewachsen war. 1938 heiratete er die Pianistin Elsa Nägeli: Die beiden kannten sich seit ihrer Schulzeit. Ihr Sohn Georg wurde 1939 geboren, ihre Tochter Christine 1949. Während des Zweiten Weltkriegs diente Waser als Korporal (Unteroffizier) in der Schweizer Armee. Er hatte wenig Zeit zum Malen und konnte kaum Werke verkaufen. Seine Frau trug als Klavierlehrerin den grösseren Teil zum Lebensunterhalt der Familie bei.

### Künstlerischer Erfolg
Nach Kriegsende begannen auch für die Familie Waser bessere Zeiten. Von 1948 an stellte Waser regelmässig Werke in einer bekannten Zürcher Galerie aus, und 1949 erhielt er ein Eidgenössisches Kunststipendium. Gerne reiste er wieder in andere Länder, zuerst ab 1948 in die Provence. Fast jedes Jahr verbrachte er nun einige Zeit in Südeuropa und malte Mittelmeerlandschaften (siehe unten: Werk).
1957 widmete das Kunsthaus Zürich Heini Waser und drei weiteren Künstlern eine Ausstellung. Von 1962 bis 1968 war Waser Präsident der Sektion Zürich der Gesellschaft Schweizerischer Maler, Bildhauer und Architekten (GSMBA), 1982 wurde er zu deren Ehrenmitglied ernannt. Von 1970 bis 1982 wirkte er als Vertreter des Stadtrates im Vorstand der Zürcher Kunstgesellschaft.

### Malen bis ins hohe Alter
Waser wurde 94 Jahre alt, und er malte mit grosser Freude bis kurz vor seinem Tod. Im Dezember 2005 schrieb er in Versen: «Viel muss ich mit 92 verpassen, / Nur das Malen, das kann ich nicht lassen! / Mit Farbe und Licht den Raum zu gestalten / Das fasziniert noch immer den Alten.»

### Wasers Persönlichkeit
Heini Waser war ein einfühlsamer, humorvoller und bescheidener Mensch. Beim Malen stellte er sich ganz in den Dienst seiner Motive. Alt Bundesrat Ernst Brugger, der sich von ihm hatte porträtieren lassen, schrieb über ihn: «Ich spürte, wie er mich im vielseitigen Gespräch zu ergründen suchte – nicht inquisitorisch, sondern geduldig und mit eher scheuer Zurückhaltung. (…) Seine natürliche Ehrfurcht vor der Schöpfung erlaubte ihm, den Reichtum an Formen und Farben in seiner Umwelt so intensiv zu erleben, dass er malen musste, um dieses Erlebnis festzuhalten.»

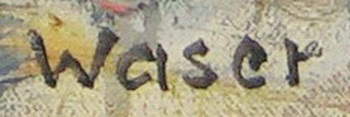
Wasers Signatur

## Werk
Waser malte vor allem Ölbilder und Aquarelle, aber er zeichnete auch, und er schuf Lithografien, Holzschnitte und Wandgemälde.
Werke Heini Wasers befinden sich unter anderem im Besitz der Schweizerischen Eidgenossenschaft, des Kantons Zürich, der Stadt Zürich und der Gemeinde Zollikon.

### Motive
Neben Stillleben und Porträts malte Waser Landschaften, denen bald sein Hauptinteresse galt: Mittelmeerlandschaften (am häufigsten ab 1948 in der Provence und ab 1972 auf Mallorca; wiederholt auch in Griechenland, Spanien, Ischia), alpine Landschaften (vor allem auf der Lenzerheide, wo er ab 1942 fast jedes Jahr malte), die Umgebung seines Wohnortes Zollikon am Zürichsee sowie die Region Oberaargau im Kanton Bern, aus der seine Mutter stammte.

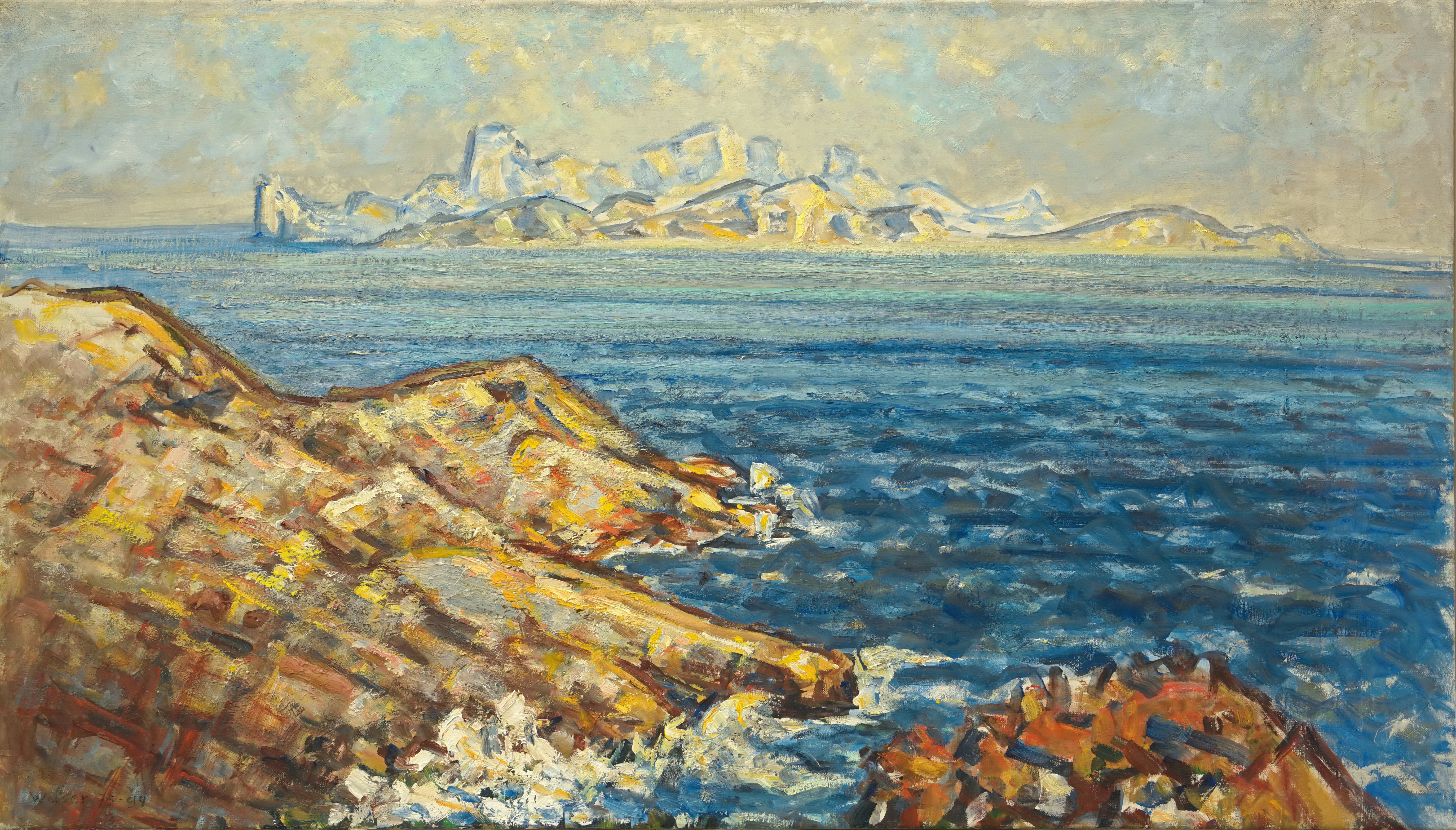
Provence: Inseln bei Marseille (l’archipel de Riou), 1975–1994
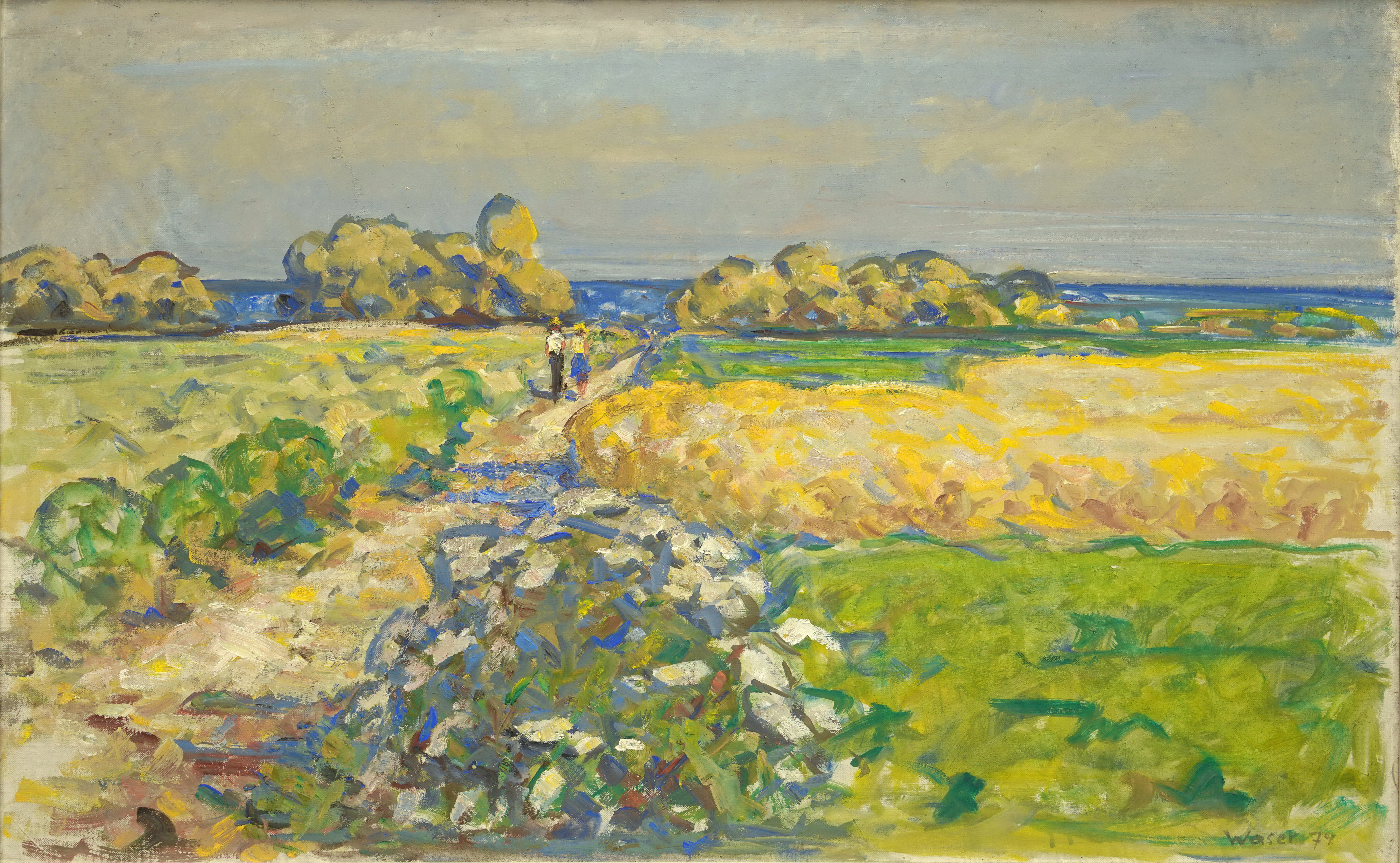
Mallorca: Weg zum Meer, 1974
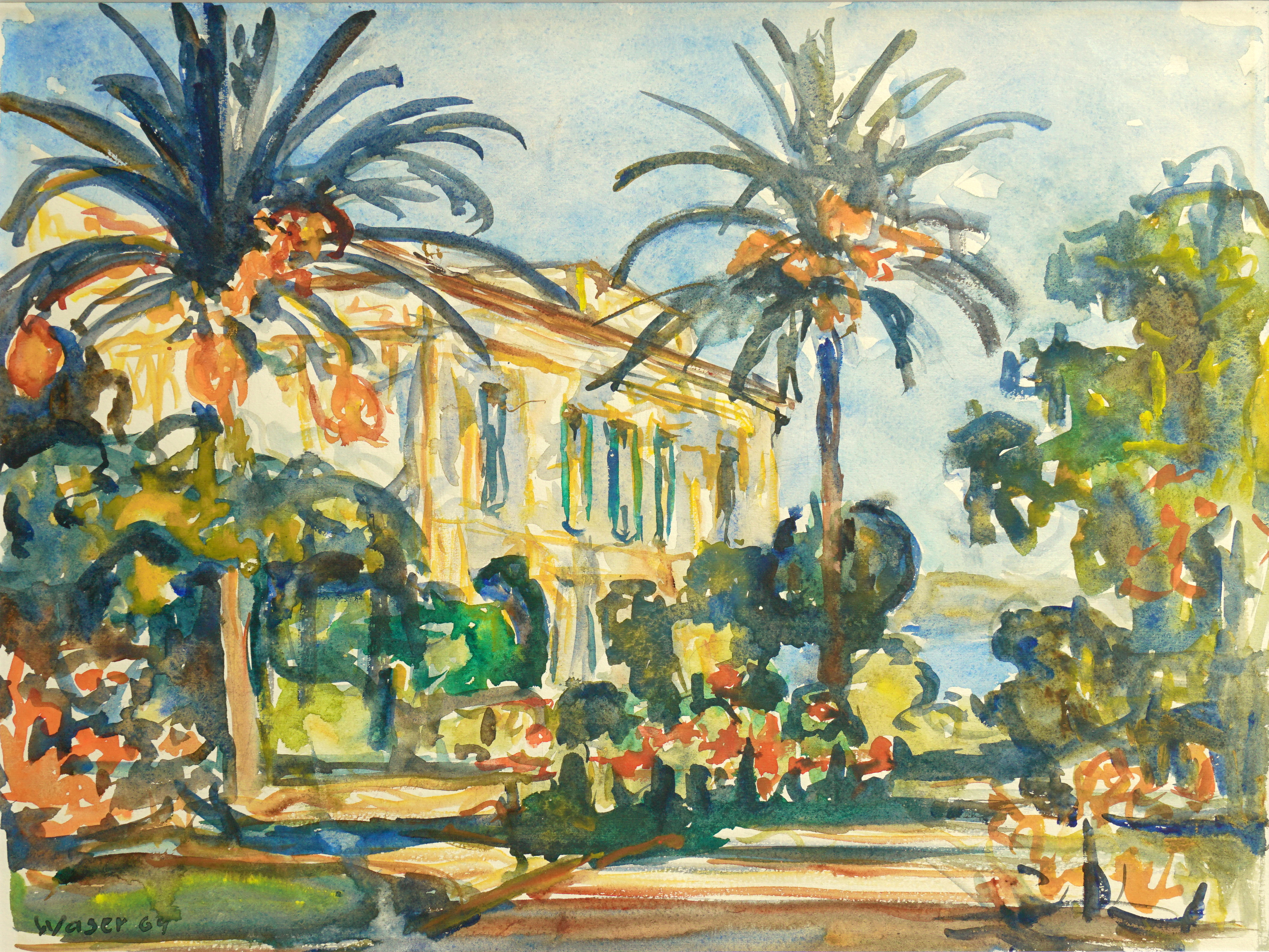
Griechenland: Villa auf Korfu, 1964
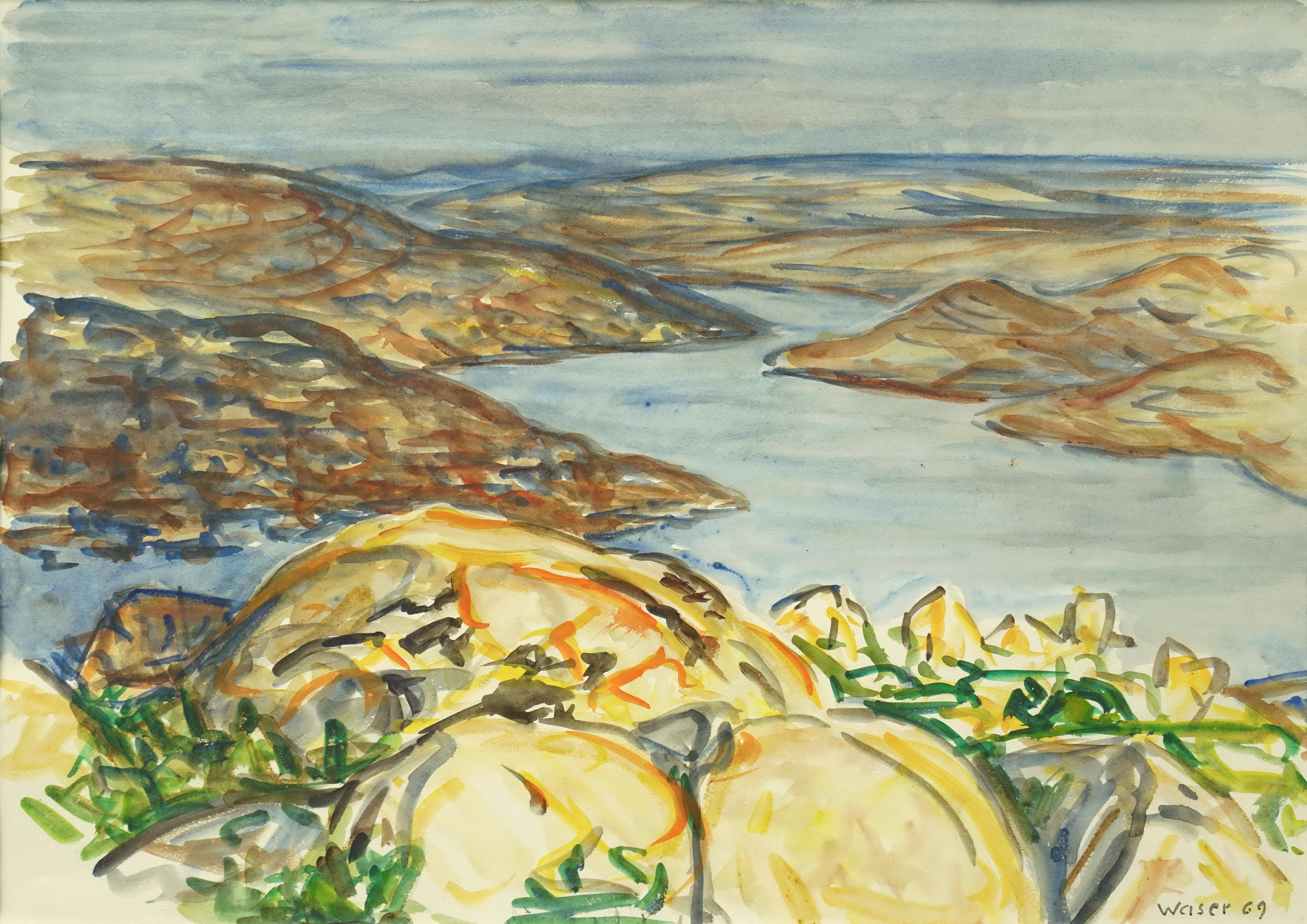
Spanien: Der Guadiana in Kastilien, 1969
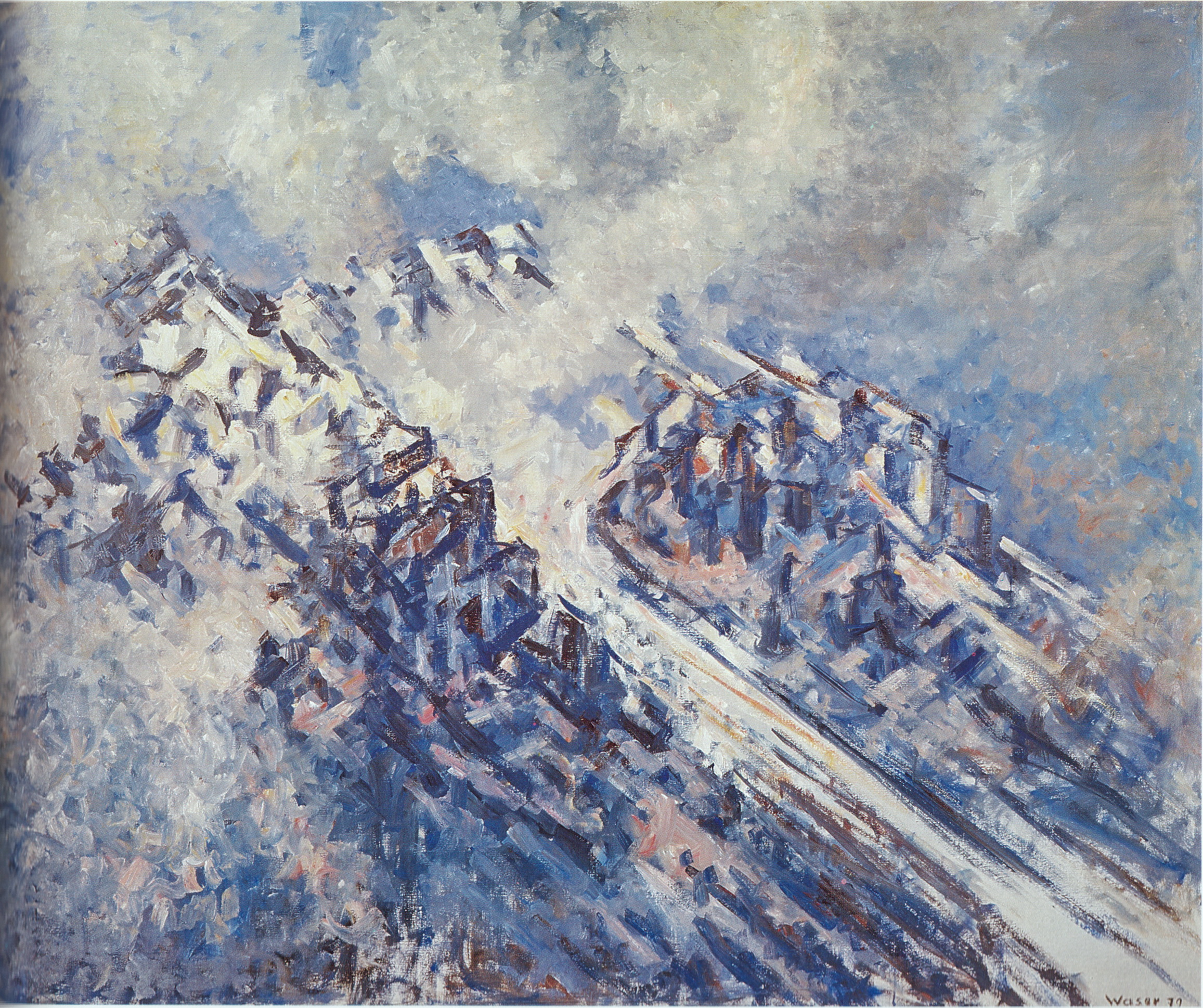
Lenzerheide: Berg in Wolken (Lenzerhorn), 1979
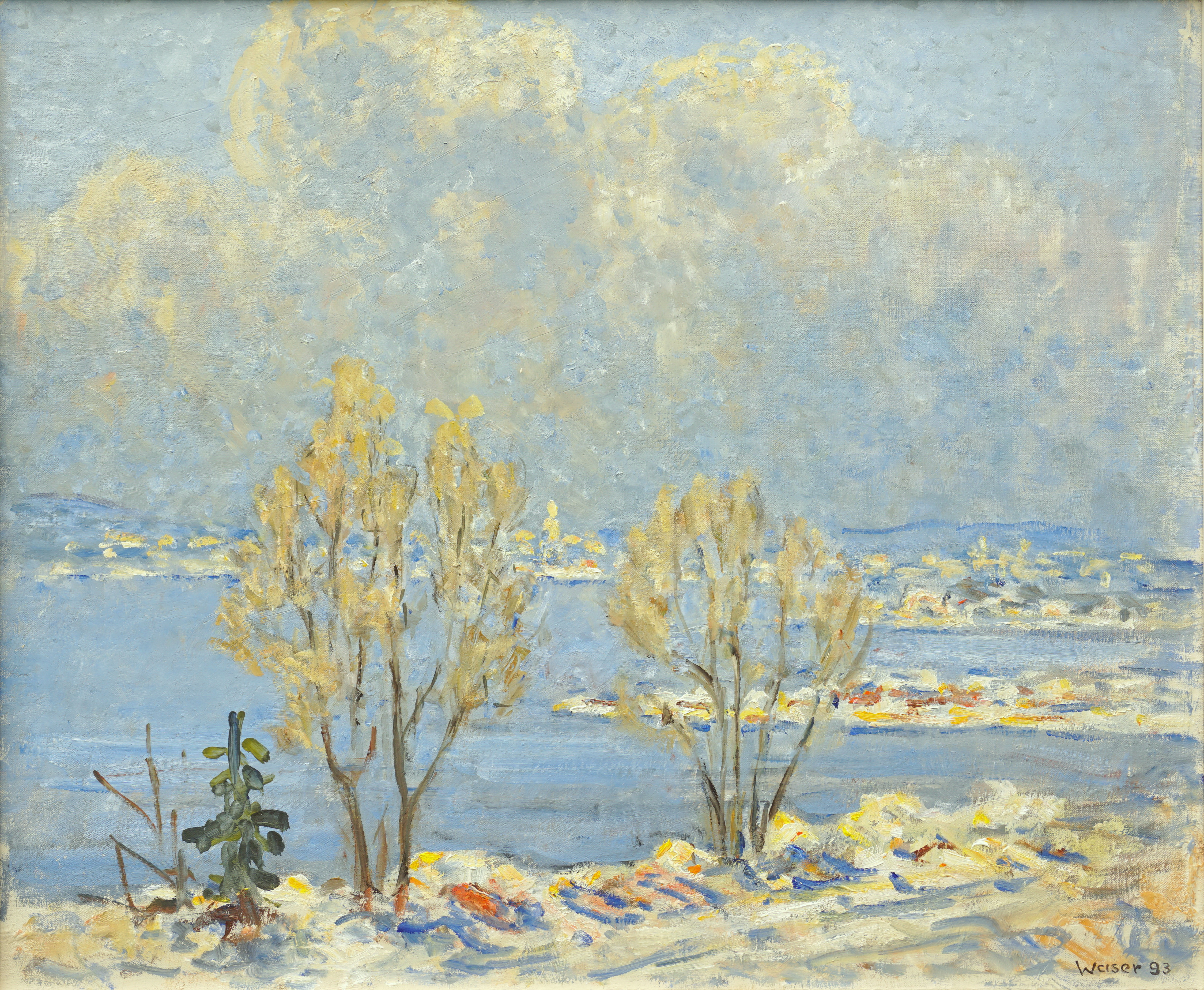
Zürichsee: Winterwolken über der Stadt (Zürich, von Zollikon), 1993
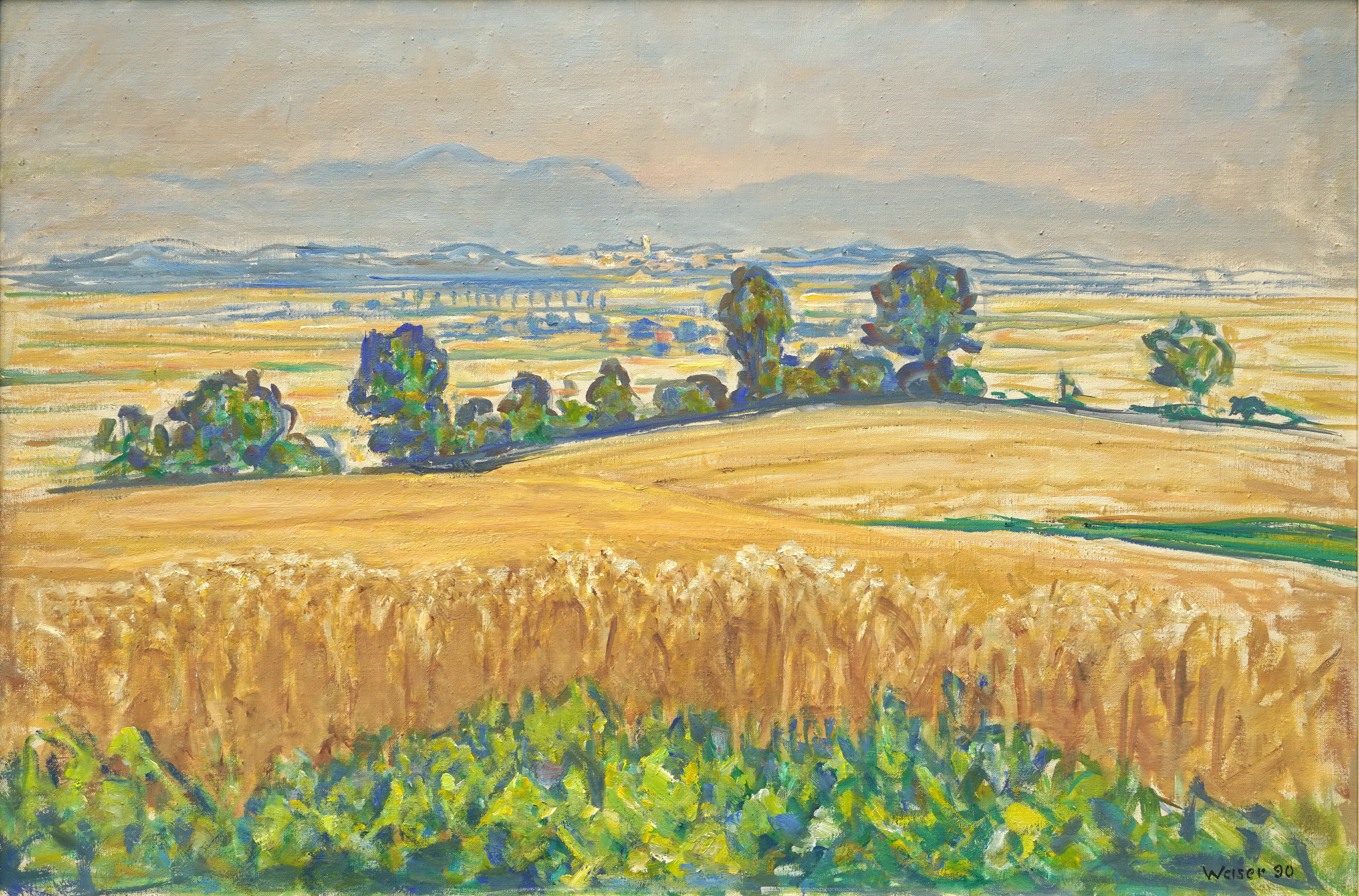
Oberaargau: Auf dem Krähberg (Aeschi SO), 1990

### Bildaufbau und Stil
Für seine Landschaften wählte Waser oft einen erhöhten Standpunkt, so dass sich das Gelände weit vor dem Betrachter ausbreitet, mit grosser Bildtiefe. Der Maler suchte einen Überblick über alle Teile der Landschaft zu gewinnen, die nahen und die entfernten, um in seinem Werk das Ganze erfassen und Zusammenhänge sichtbar machen zu können. Als vereinendes Gestaltungsmittel setzte er ähnliche Formen in unterschiedlich weit entfernten Bereichen des Bildes ein (z. B. einen Stein im Vordergrund, der einem Berg im Hintergrund entspricht, oder einen Baum und eine Wolke).
Seinem Stil, der in Paris durch die Kunstauffassung des Impressionismus, Post-Impressionismus und Fauvismus geprägt worden war, blieb Waser zeit seines Lebens treu. Den Modeströmungen seiner Zeit stand er zurückhaltend gegenüber. Eine Entwicklung zeigt sich in seinem Werk «vom Dunklen und Kompakten zum Hellen und vom Lyrischen zum Epischen, Offenen». Seine Gemälde und Aquarelle strahlen zunehmend «lichterfüllte Heiterkeit» aus.

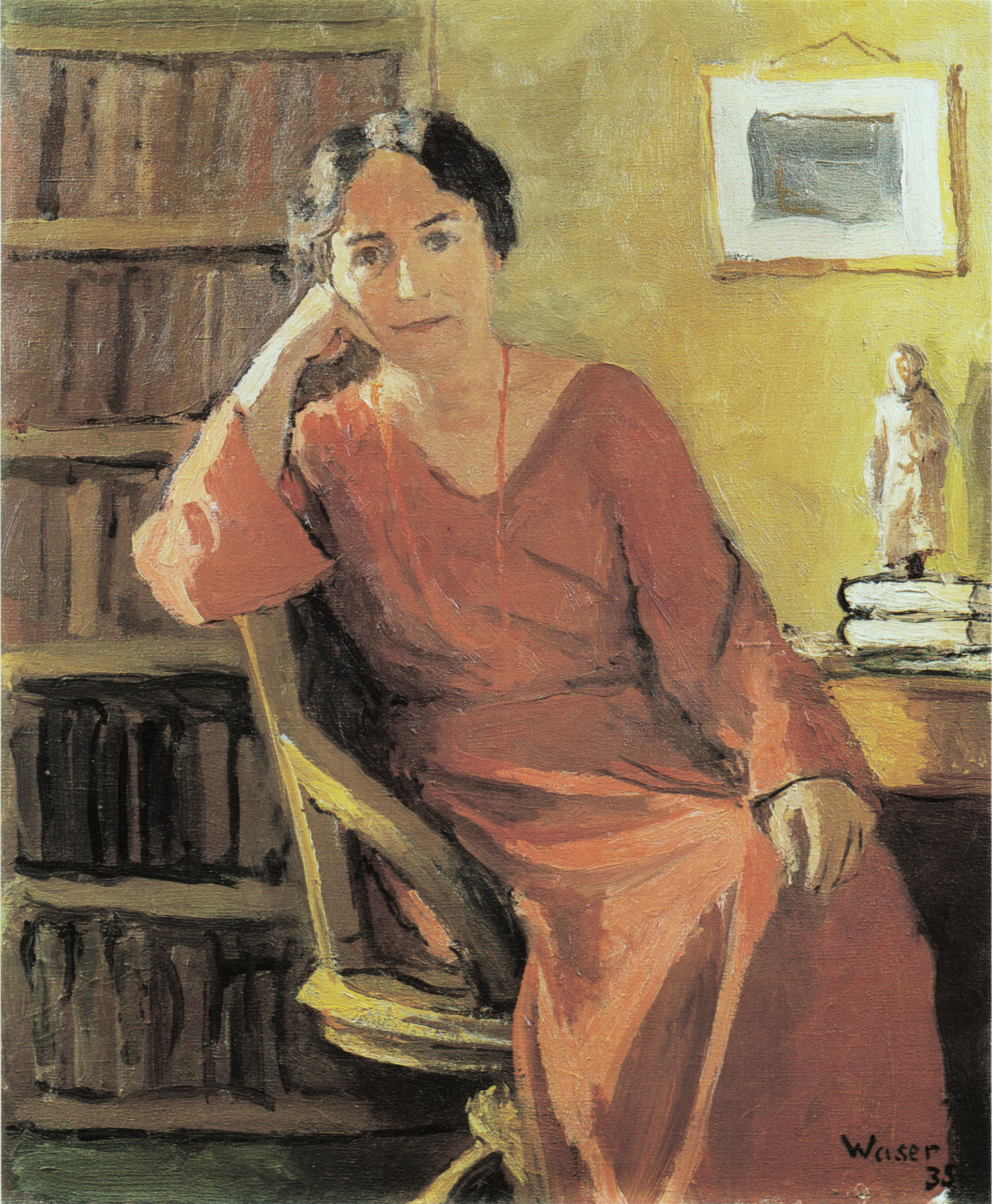
1935: Maria Waser am Schreibtisch (46 × 38 cm)
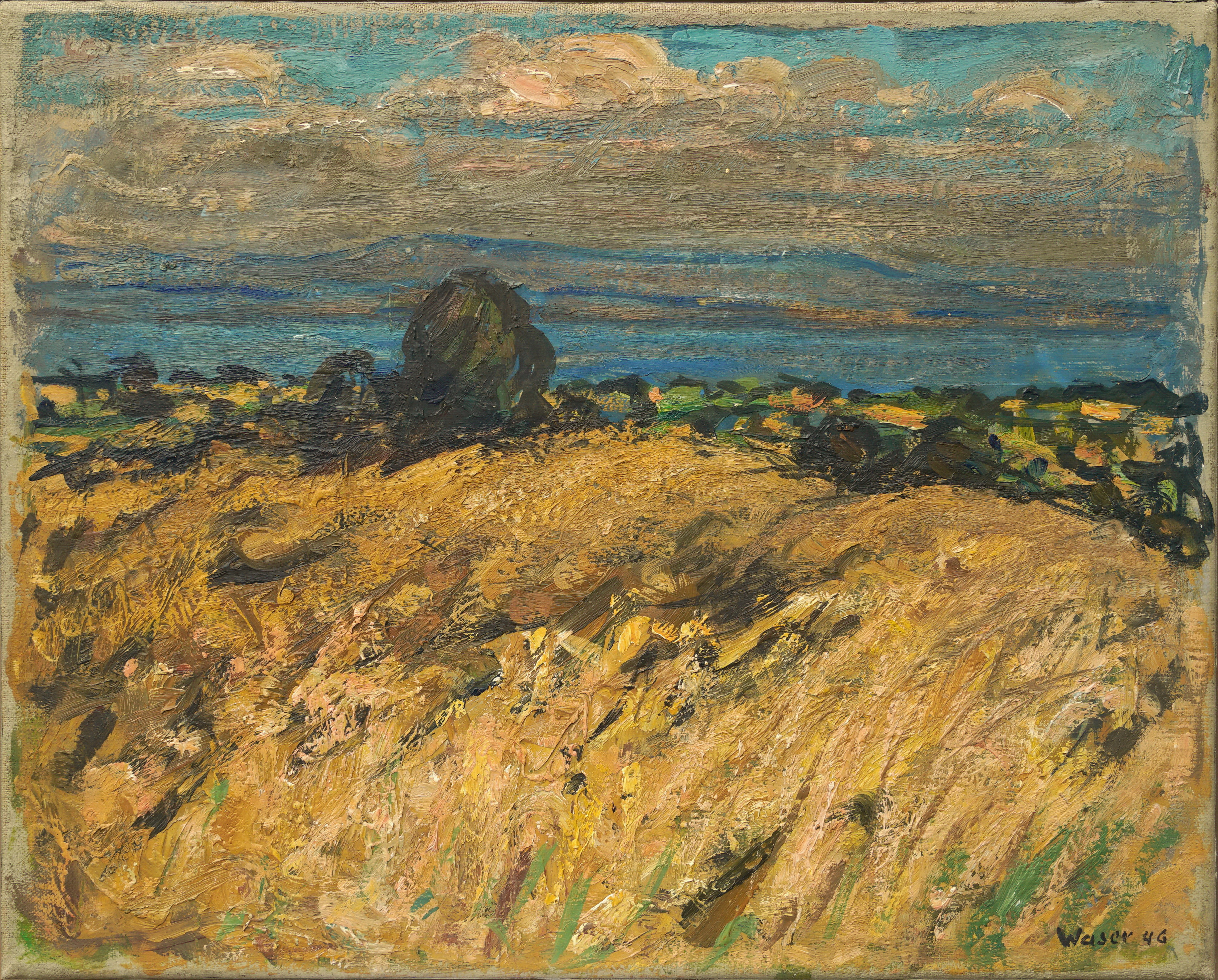
1946: Über dem Zürichsee (33 × 41 cm)
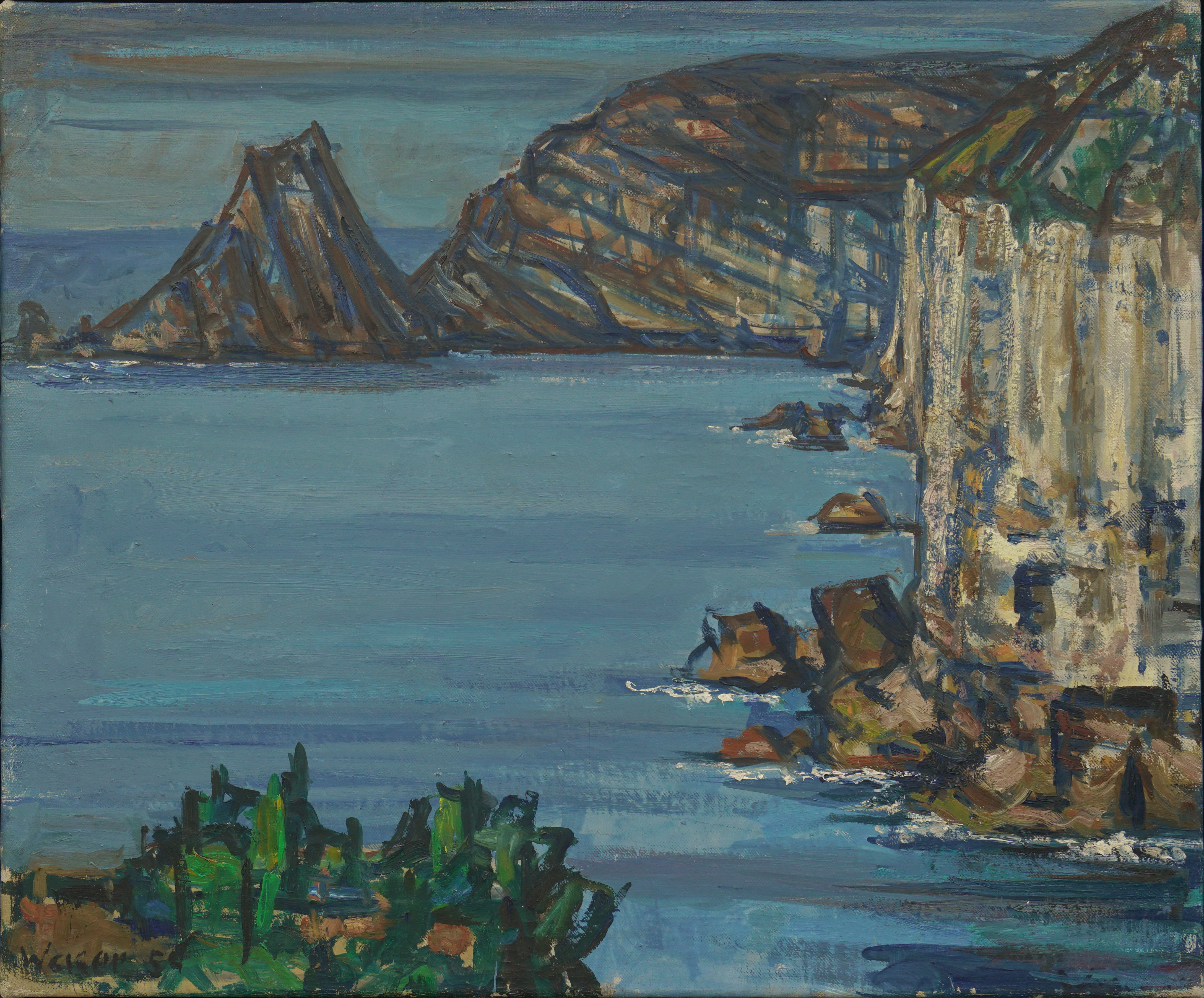
1954: Ischia (49 × 59 cm)
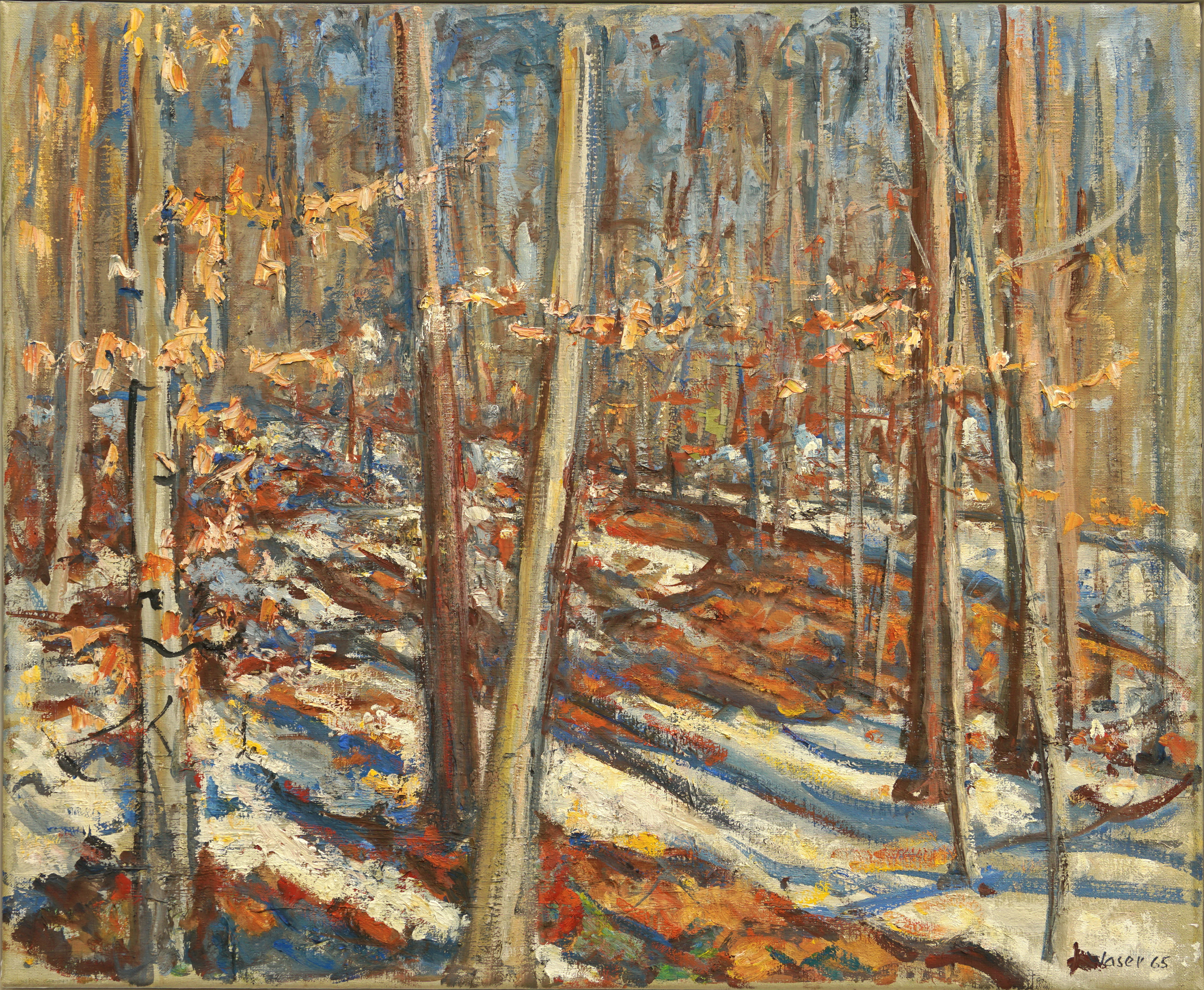
1965: Winterwald, bei Zollikon (60 × 73 cm)
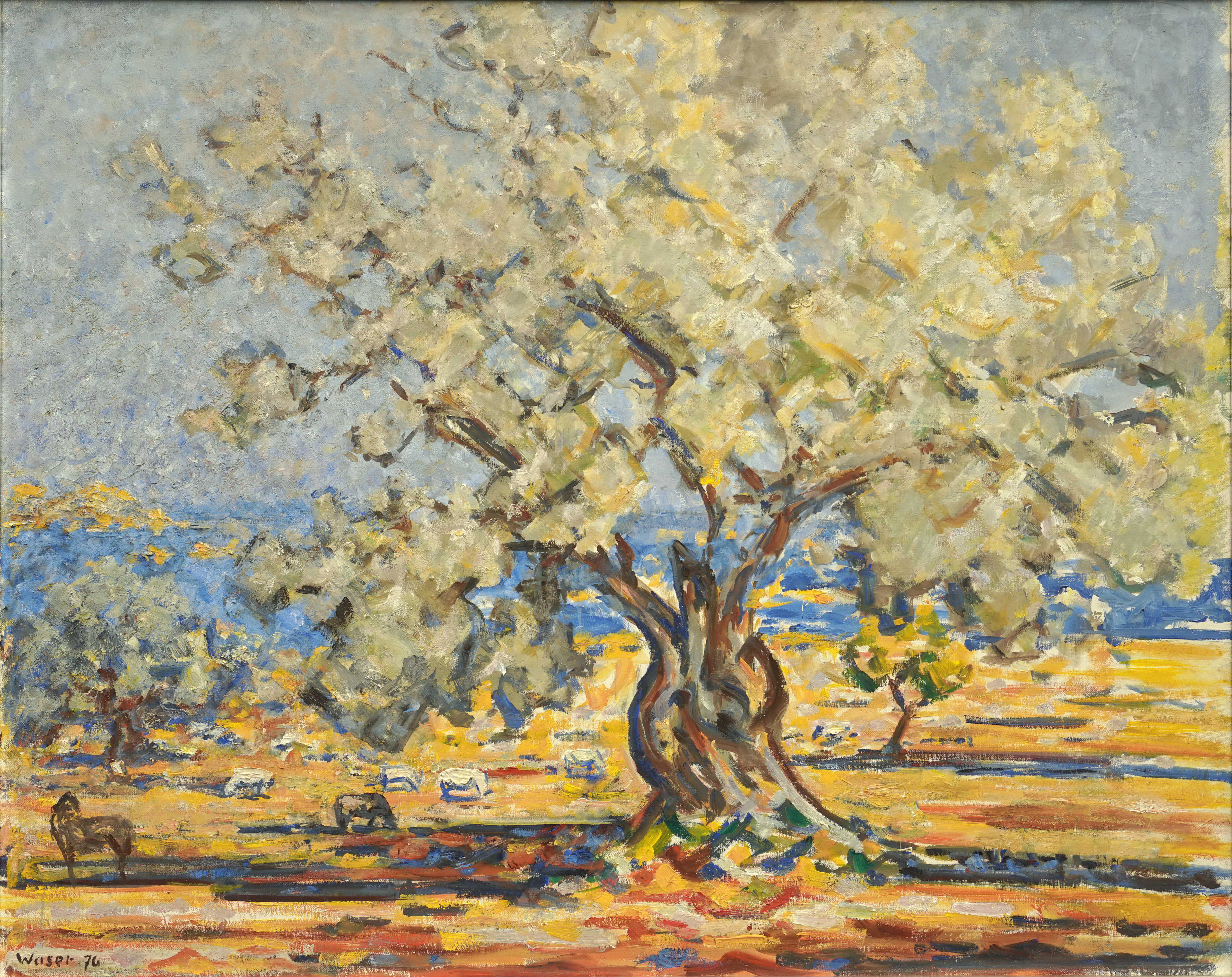
1976: Alter Olivenbaum, Mallorca (73 × 92 cm)
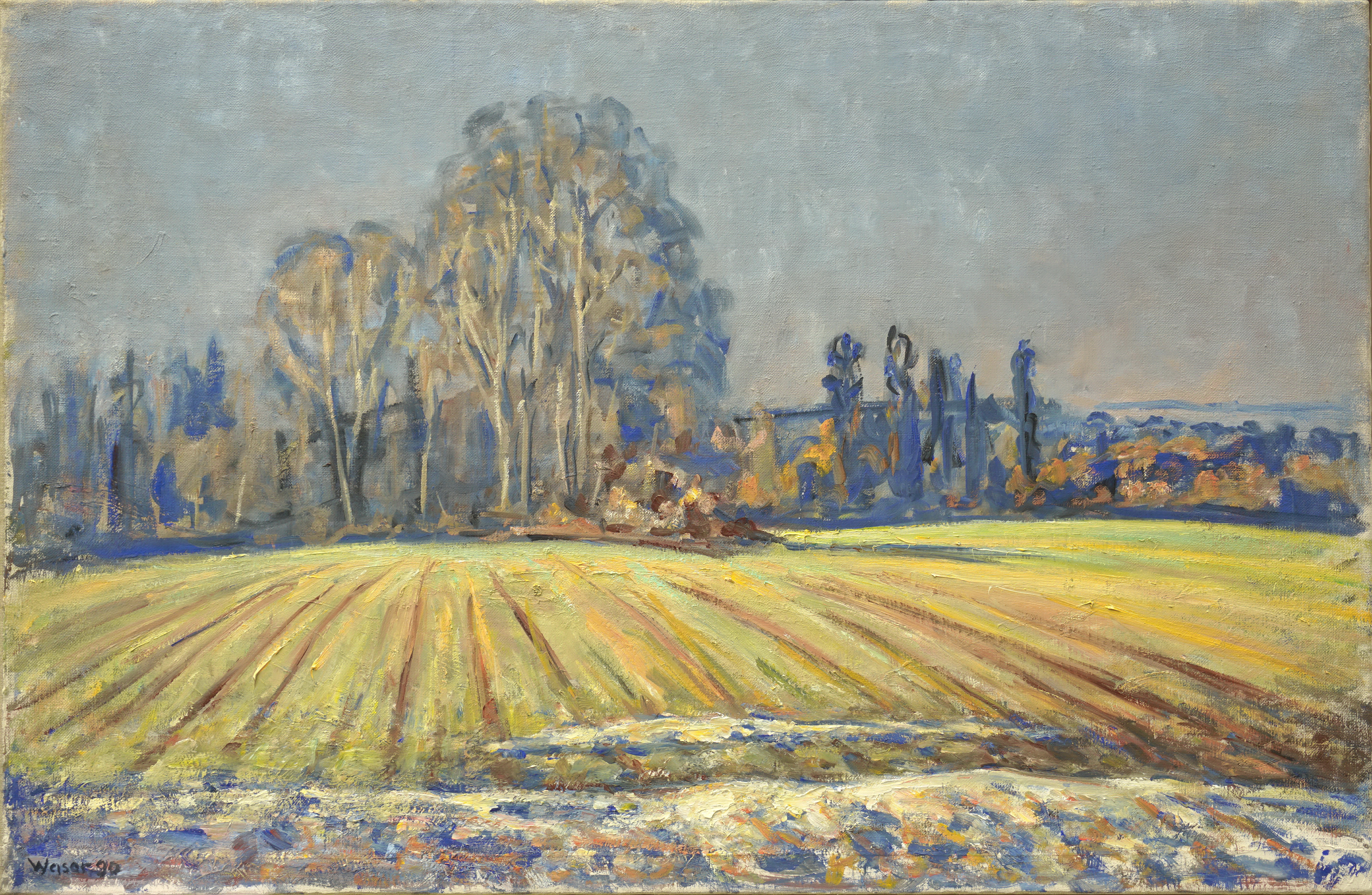
1990: Junge Saat, letzter Schnee, Pfannenstiel (60 × 92 cm)

### Natur, Kunst und die Gefühle des Künstlers
Die Natur war die wichtigste Inspirationsquelle für Heini Wasers Werk: «Die Welt in ihrem unendlichen Reichtum schauen, intensiv erleben, dieses Erlebnis gestalten, sichtbar machen, Malerei werden lassen, so dass andere es wieder erleben können – das ist mir höchstes Anliegen und Ziel meiner Bemühungen. Ich liebe die Natur in allen ihren ursprünglichen Äusserungen, die Menschen in ihr, ich liebe das Licht und den Raum, all das so sehr, dass ich kaum je darauf verzichten werde, mich immer wieder im Kontakt mit dieser gegenständlichen schaubaren Welt befruchten zu lassen.»
Aber der Künstler stellt nicht nur seine Eindrücke der Landschaft dar, sondern bringt gleichzeitig seine eigenen Stimmungen zum Ausdruck; alles soll im Bild zur Einheit werden. Heini Waser selbst schrieb zu diesem Thema: «Wenn der Maler das Glück hat, in der Natur seine seelische Stimmung widerspiegelt zu sehen – sei sie nun düster, heiter, verträumt, übermütig –, so, dass seine inneren Probleme in der äusseren, sichtbaren Welt Antwort finden, dann zündet der Funke. Das Malenwollen wird zum Malenmüssen.»

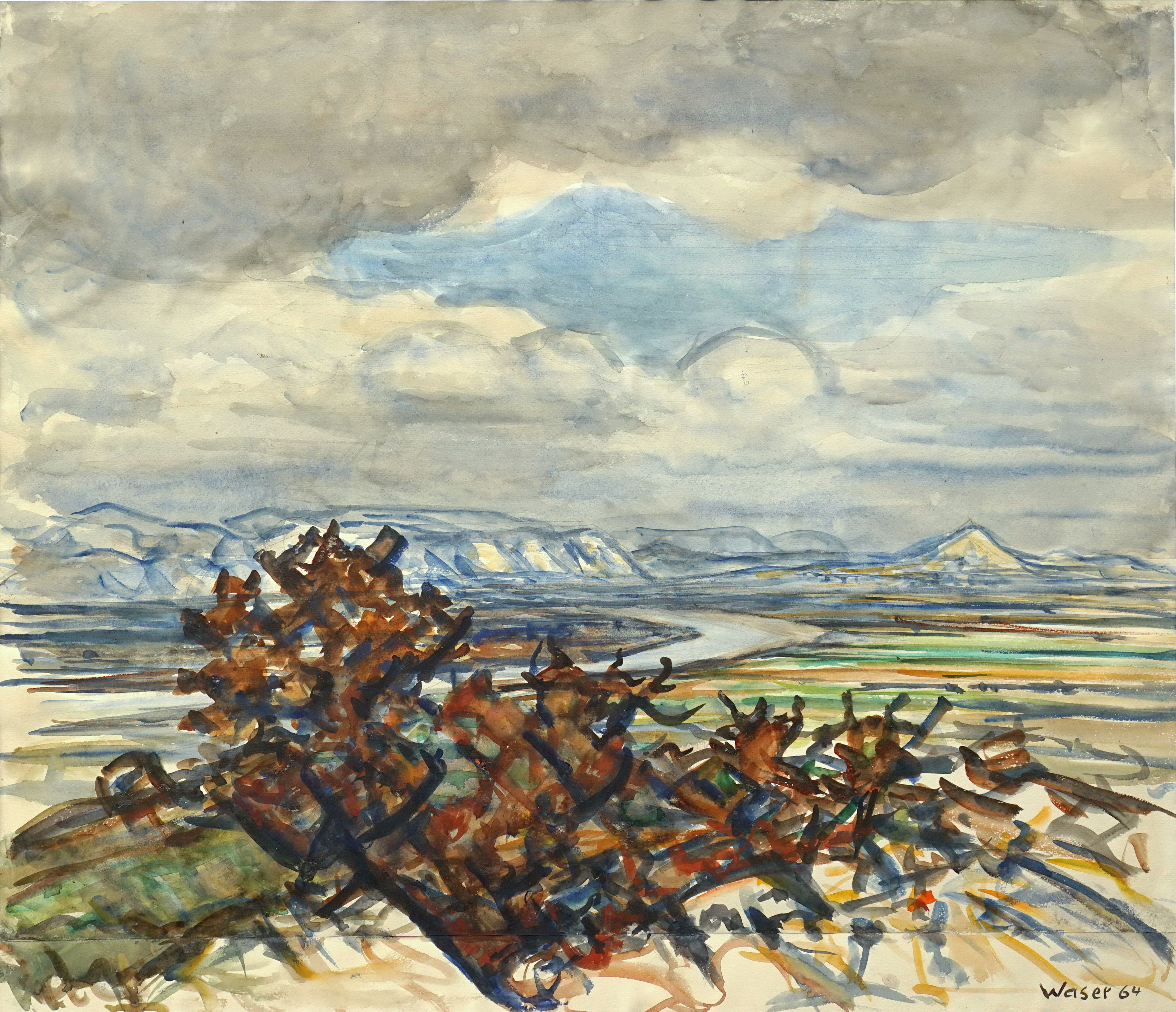
Die Rhone in der Provence, 1964
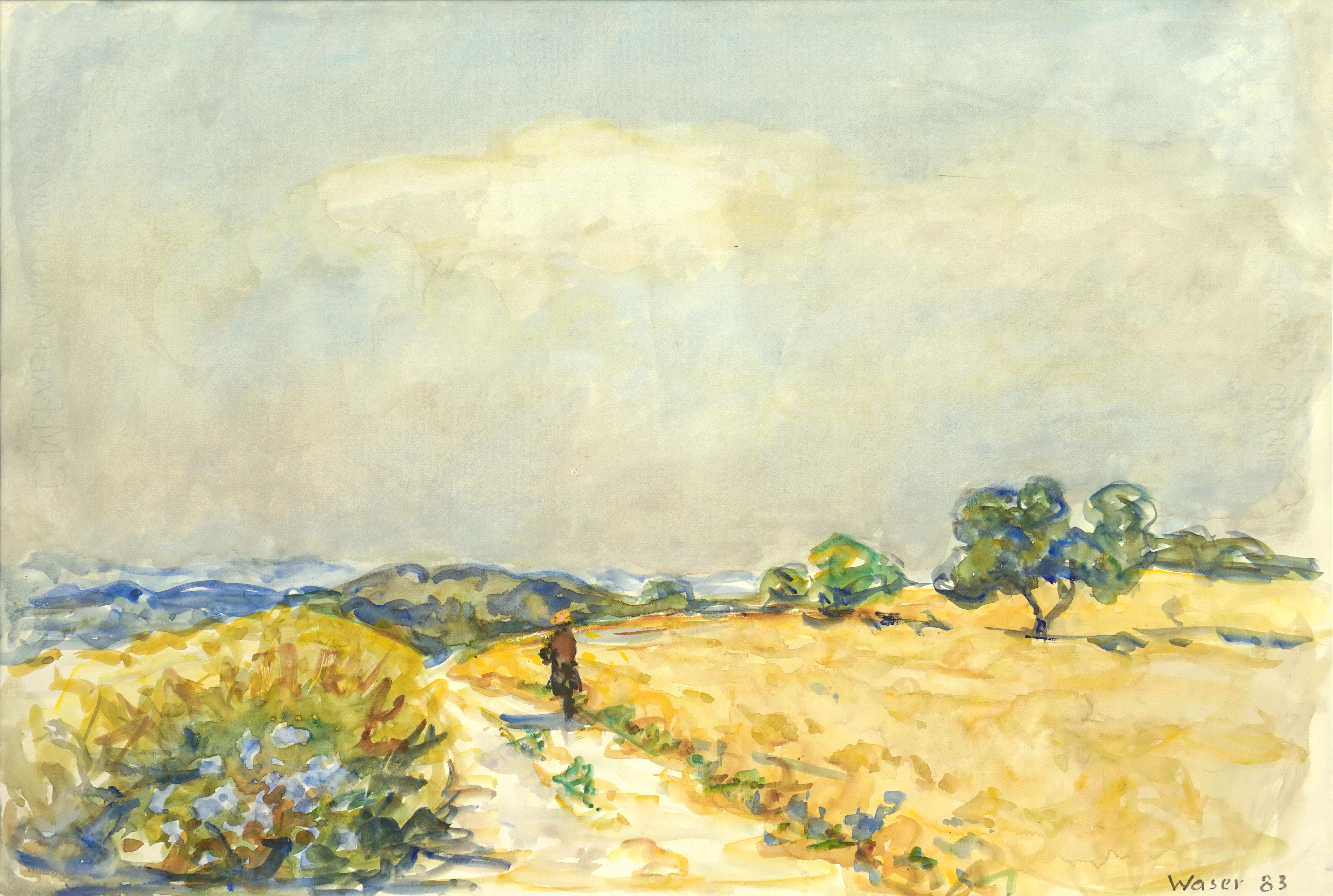
Wegwarten (Mallorca), 1983
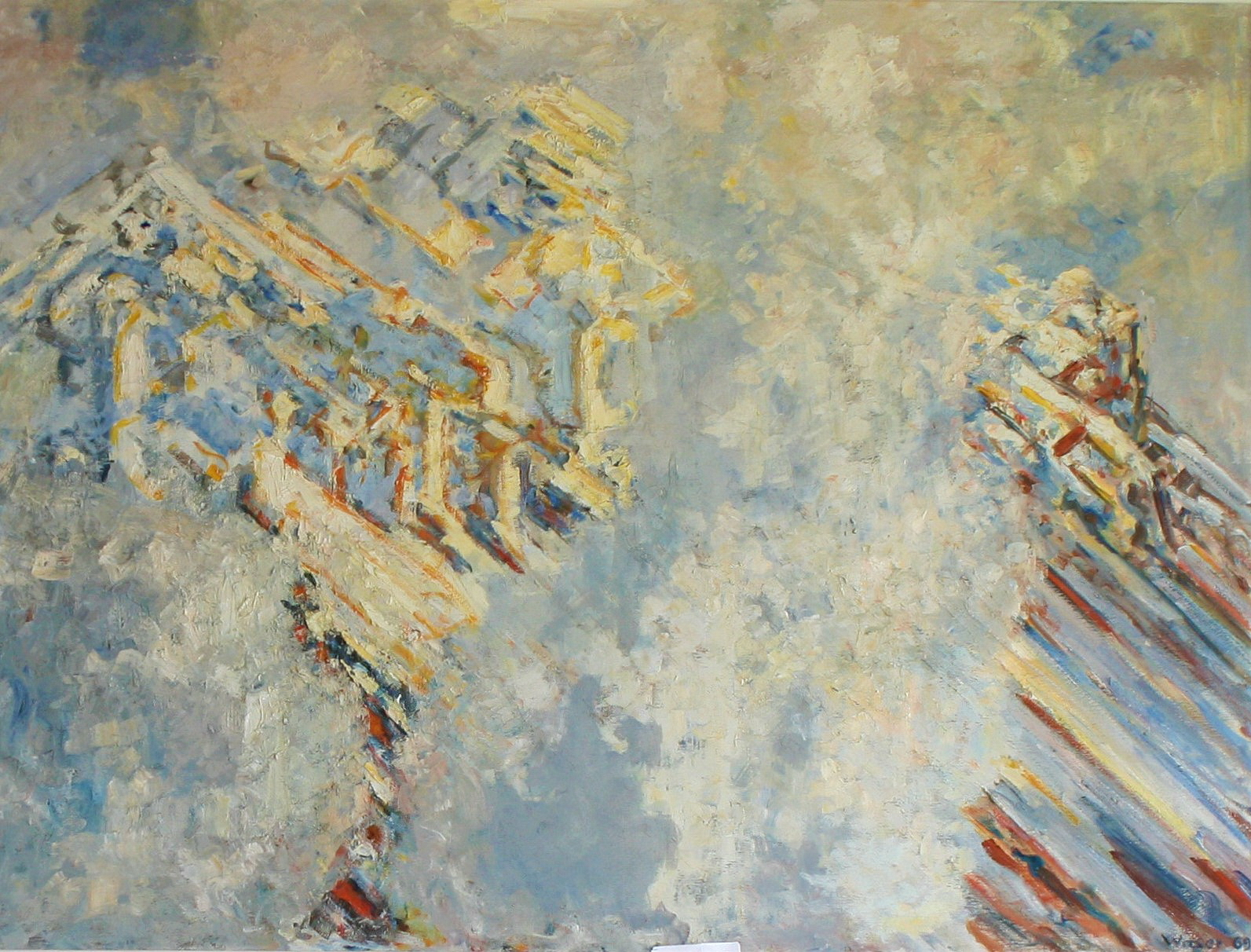
Berg in Wolken, 1969
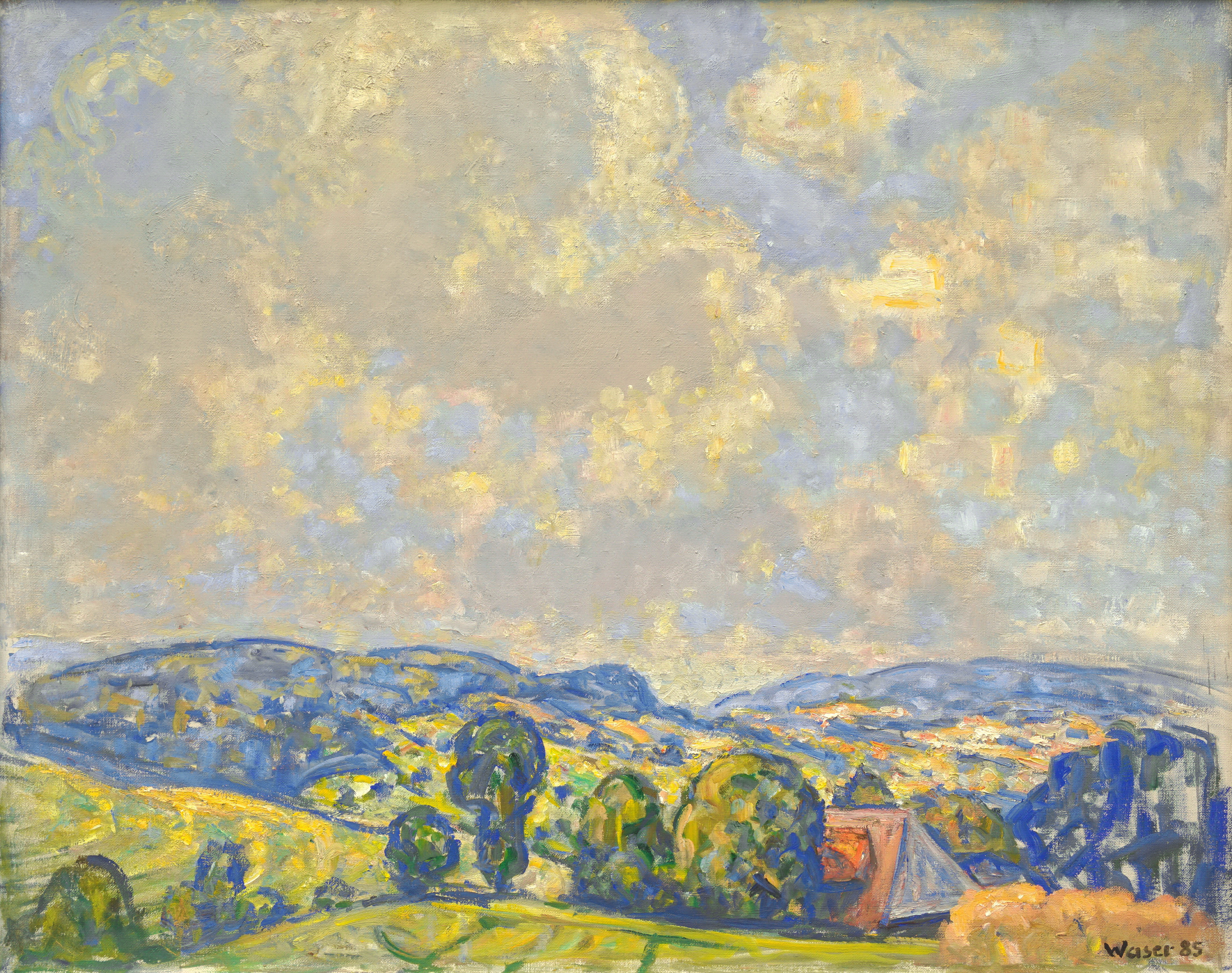
Sommerhimmel (Leimiswil), 1985